# دوستان اژدها
دوستان اژدها (انگلیسی: Dragon Friends) یک بازی ویدئویی اجتماعی برای سکوهای آی‌اواس و اندروید می‌باشد که توسط اینوس‌پارک توسعه و ان‌اچ‌ان نشر پیدا کرده است.